# ويليام أندرسون هاندلي
ويليام أندرسون هاندلي (بالإنجليزية: William Anderson Handley)‏ هو سياسي أمريكي، ولد في 15 ديسمبر 1834 في فرانكلين في الولايات المتحدة، وتوفي في 23 يونيو 1909 في مقاطعة راندولف في الولايات المتحدة. حزبياً، نشط في الحزب الديمقراطي. وقد انتخب عضو مجلس النواب الأمريكي.